# Kultura
Kultura - Культура (rus) - és un khútor del krai de Krasnodar, a Rússia. Es troba a les planes de Kuban-Priazov, a la vora esquerra del Txelbas. És a 31 km al sud-est de Tikhoretsk i a 125 km al nord-est de Krasnodar.
Pertany a l'stanitsa de Khopiórskaia.